# Генрик Йордан
Генрик Йордан (пол. Henryk Jordan; 23 липня 1842, Перемишль, Галичина, Австро-Угорщина — 18 травня 1907, Краків) — польський громадський діяч, учений-медик, піонер сучасного фізичного виховання в Польщі. Доктор медицини (з 1870 року), професор гінекології і акушерства (з 1895 року) Ягеллонського університету. Творець напрямків у вихованні дітей і юнацтва, так званого, йорданського руху. Відомий, створенням дитячих садів, так званих Йорданські сади.

## Короткий життєпис
Популяризатор спортивних ігор на свіжому повітрі і спорту серед молоді. Виступав за обов'язкове введення занять гімнастикою в школах, в 1888 створив у Кракові Міський парк (тепер парк Йордана) — перший в Польщі і один з перших в Європі громадських парків для ігор та занять спортом молоді (відкритий в 1889). Генрик Йордан проводив в парку на спеціально відведених для цього місцях освітні програми для дітей і підлітків з польської історії, які отримали згодом назву «Йорданський сад». Послідовники Генріка Йордана стали створювати в Польщі подібні парки. У 1971 році в Польщі налічувалося вже 1865 таких парків, якими користувалися майже 200 тисяч дітей. Сьогодні спеціальне місце на відкритому повітрі для навчання дітей під назвою «Йорданський сад», хоча і набуло іншого значення, закріпилося в освітньому лексиконі польських педагогів.
Керував Краківським гінекологічним суспільством і Лікарською союзом (Краків). Організатор Товариства опіки здоров'я і Товариства лікарської самодопомоги.
Створив і редагував газету «Гігієнічний огляд» в Польщі. Обирався послом (депутатом) до Галицького сейму. У 1936 році посмертно був нагороджений Командорським хрестом Ордена Відродження Польщі.
Похований у Кракові на Раковицькому кладовищі.

## Молоді роки

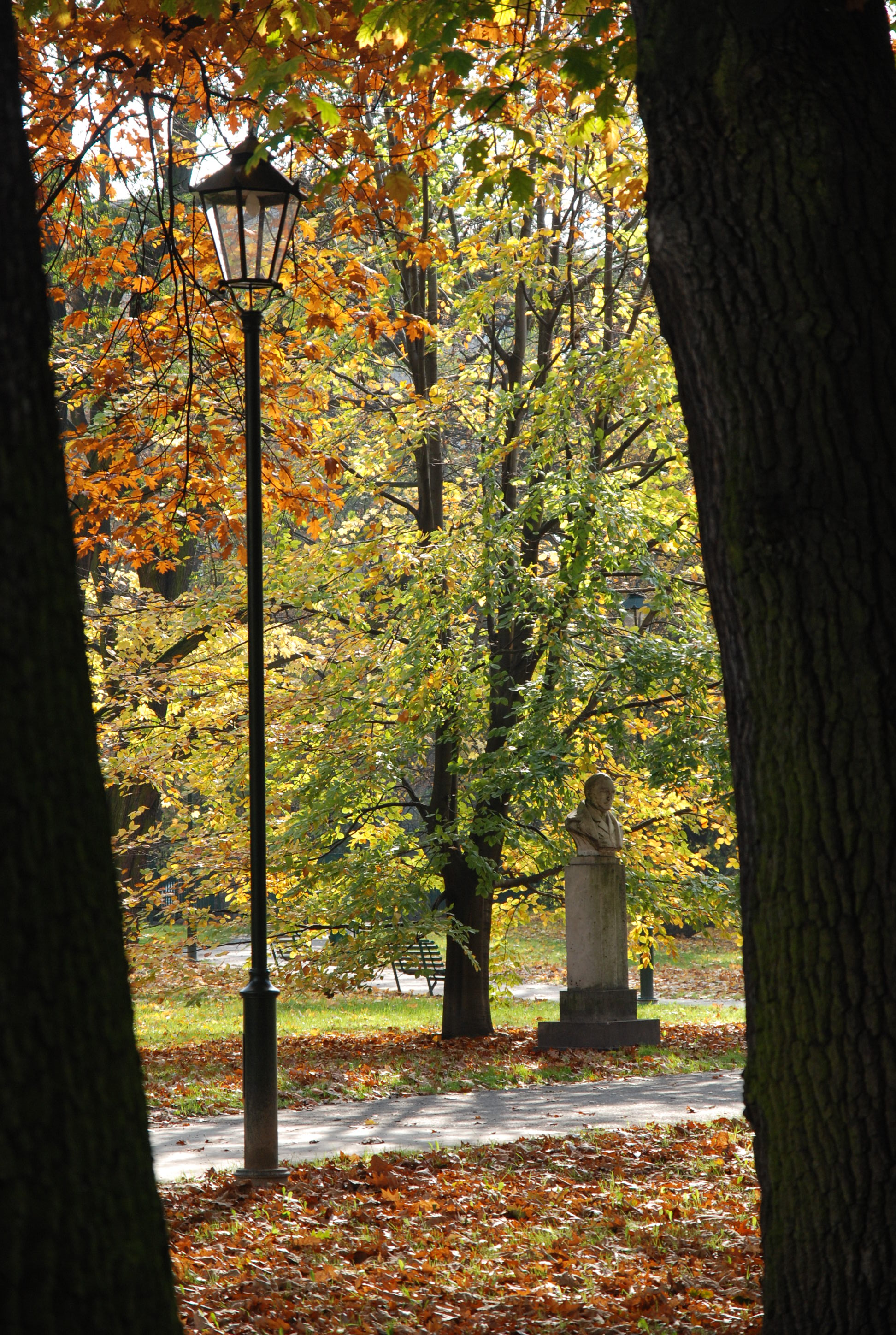
Парк Генрика Йордана

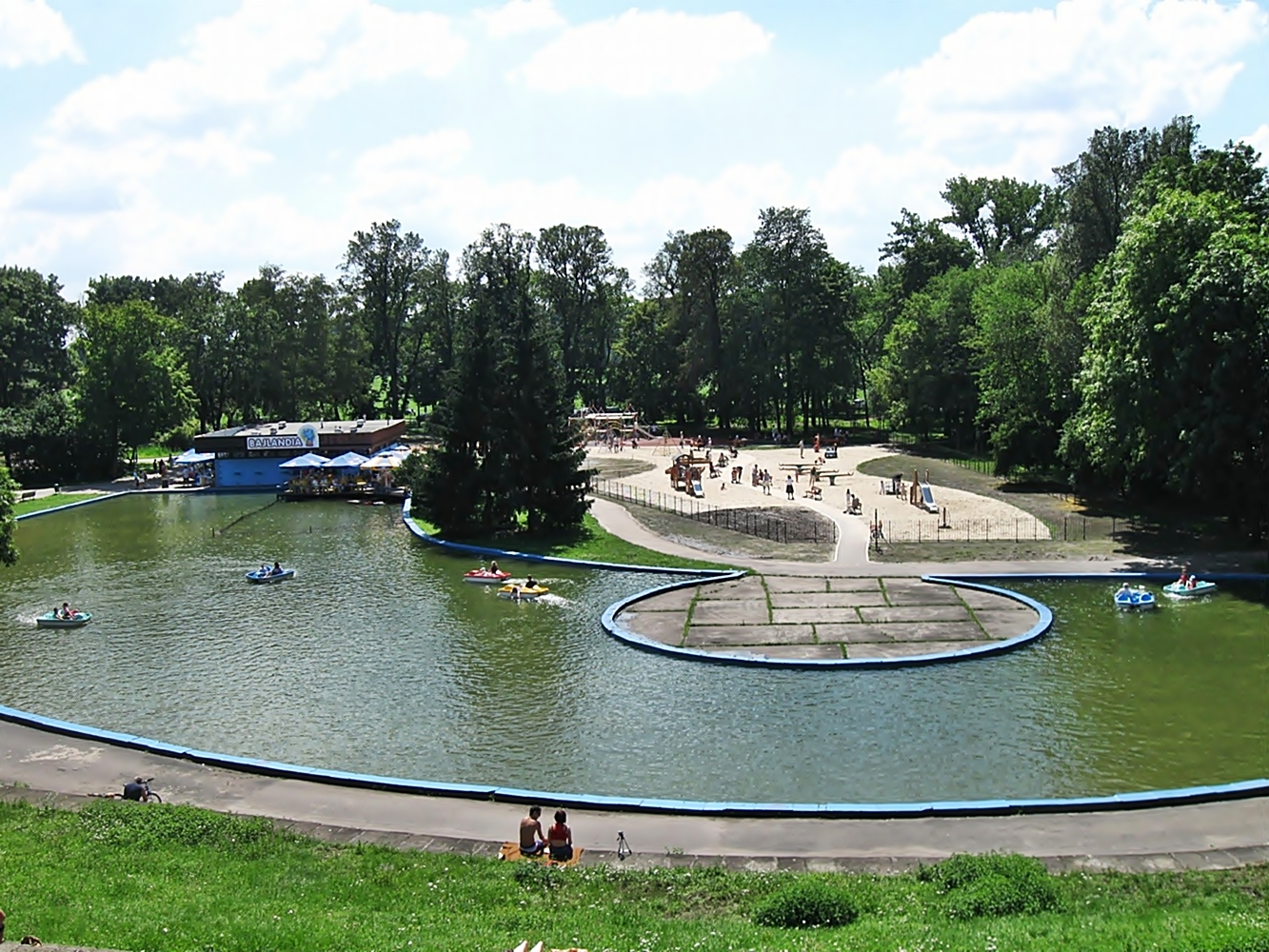
Парк Генрика Йордана

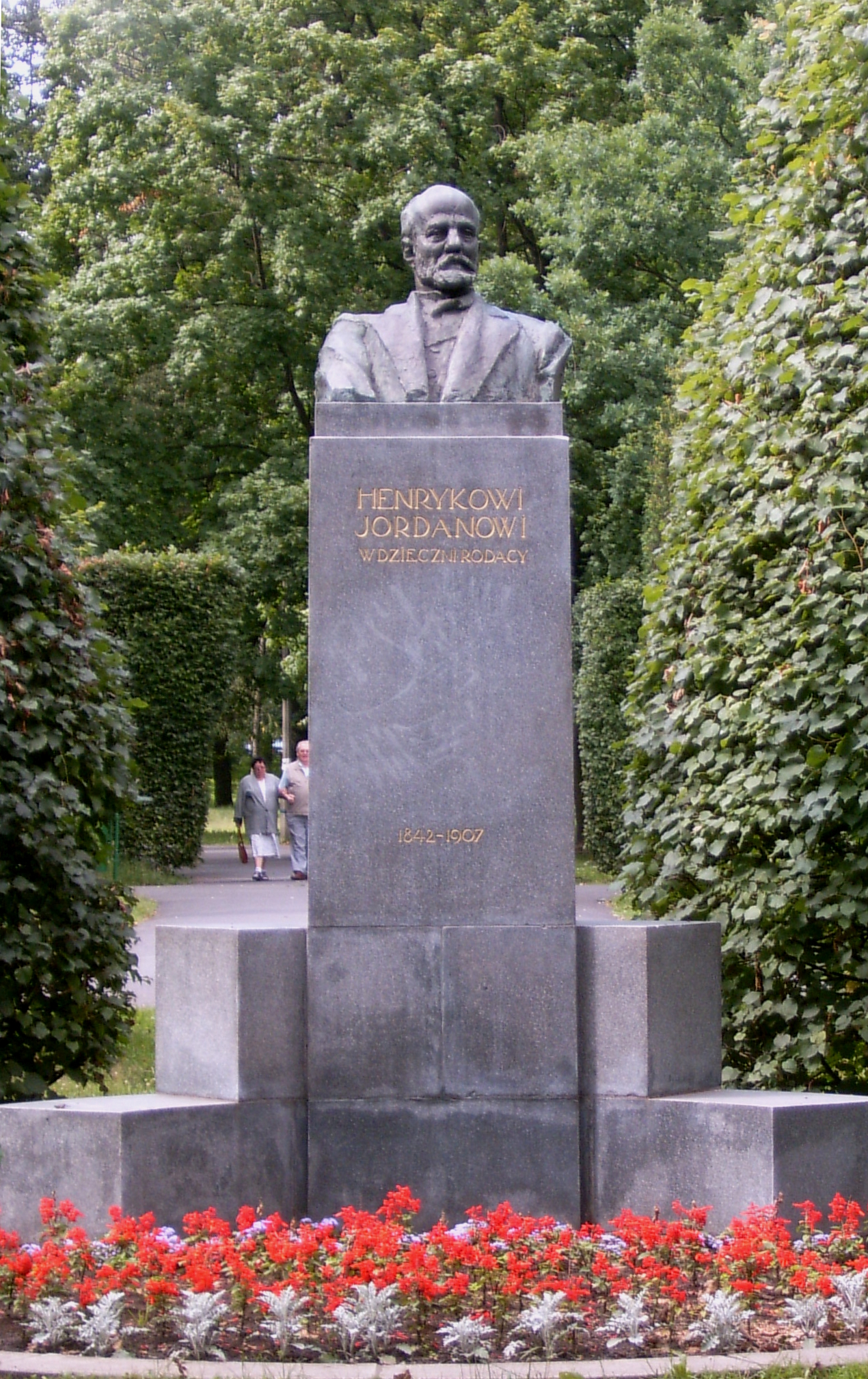
Пам'ятник Генрику Йордану

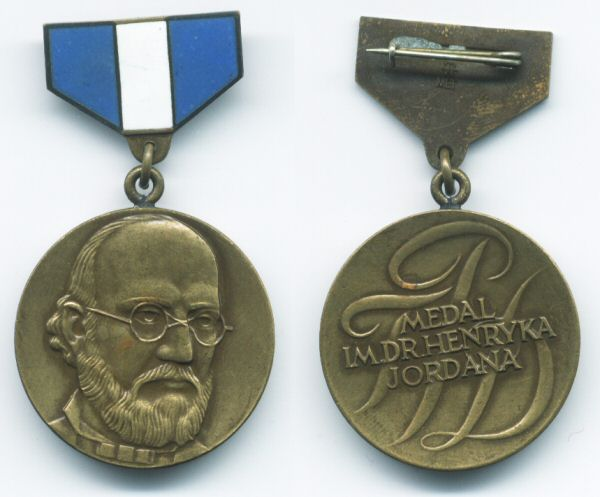
Медаль ім. Генрика Йордана

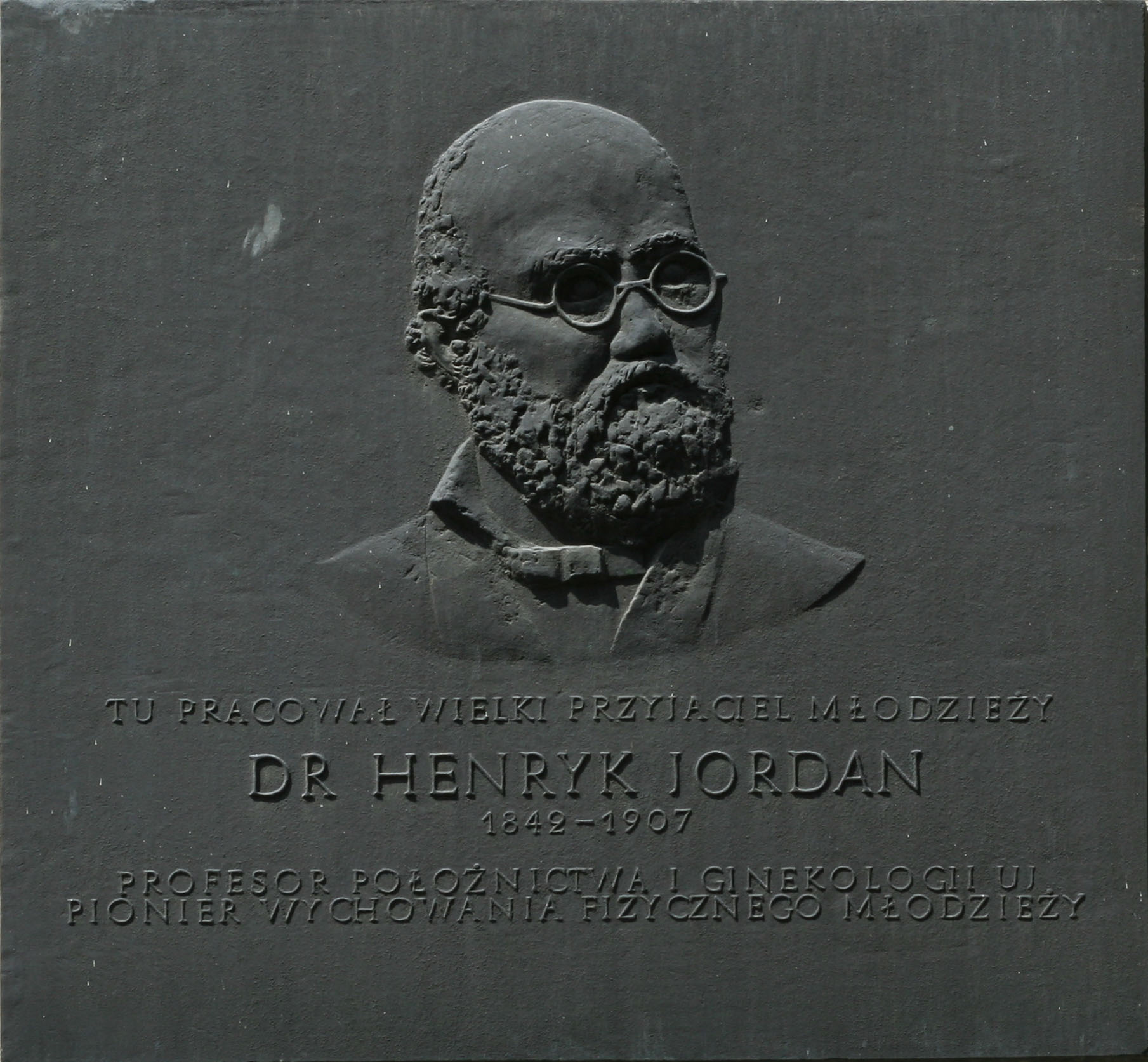
Пам'ятна дошка на вул. Wiślna у Кракові

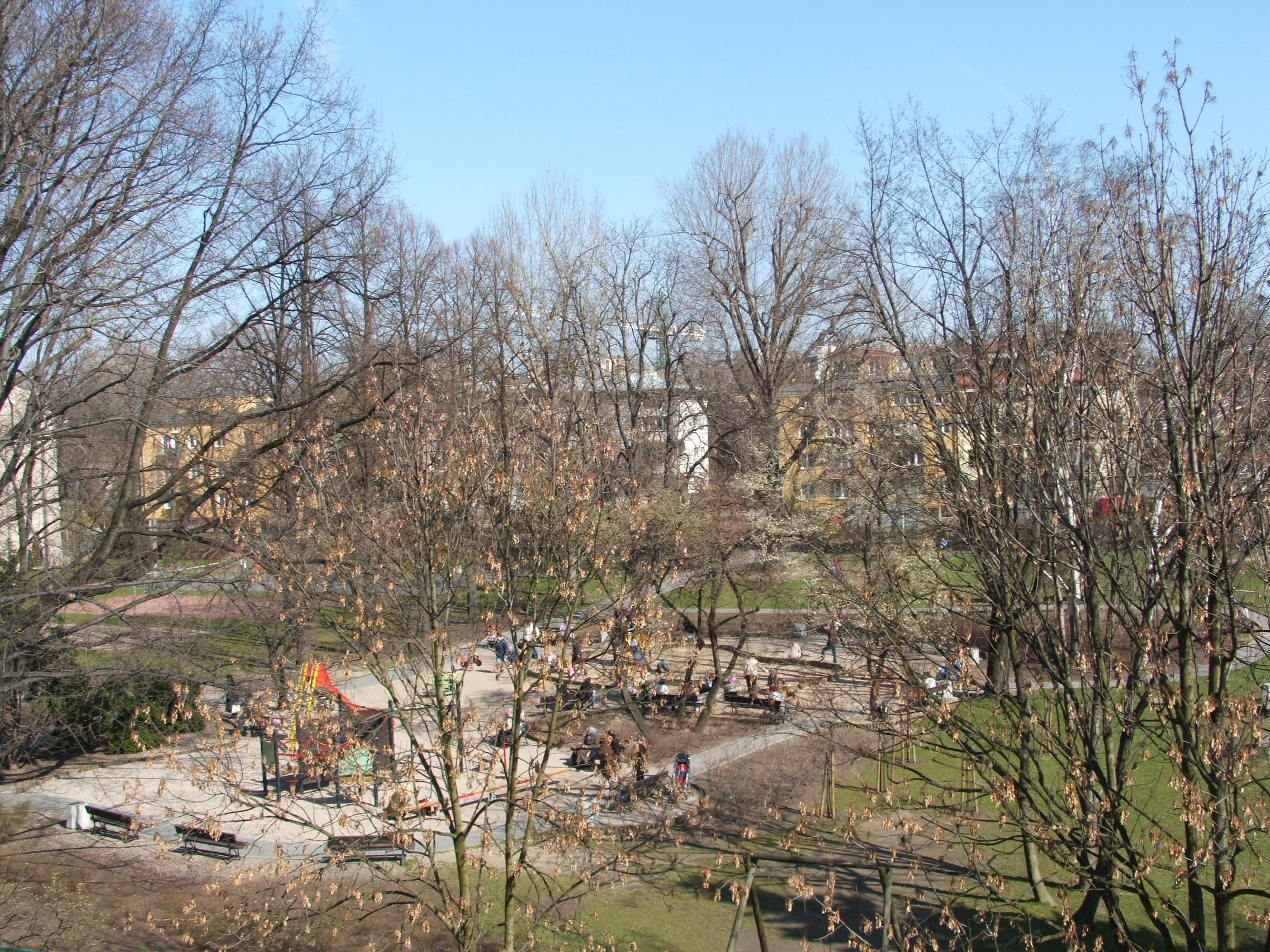
XIV Йорданський сад у Варшаві (вид з вул. Альфреда Нобеля)

Він походив з збіднілого дворянського роду нащадків, колись відомих Джорданів із Закліцина. Він був сином Боніфація Йордана і Саломеї з Вендриховських. Його батько заробляв гроші, даючи приватні уроки, а його мати працювала в пансіонаті для покоївок.
Здобув середню освіту в Тарнополі (перші чотири класи) і Тарнув. У 1861 році він брав участь у національних демонстраціях, за що йому погрожували виїхати зі школи, тому в 1862 році він виїхав до Трієста, а через рік пройшов середню школу з італійської мови. Він почав навчання у Відні. З 1863 р. продовжував навчання в Ягеллонському університеті. Він закінчив своє навчання в 1867 році зі строгим іспитом, але він не пройшов дипломний іспит через плеврит. Він поїхав до Берліна, а звідти в Нью-Йорк. У Сполучених Штатах він вперше зіткнувся з шведською гімнастикою для молодих жінок і дівчат (система Лінг), яка стала його пристрастю.

## Діяльність у сфері медицини
Під час перебування в США Йордан розпочав практику акушерства і гінекології, де також відкрив школу для акушерок. Пізніше він практикувався в Англії та Німеччині.
Після повернення до Польщі в 1870 році він отримав ступінь доктора медицини. Після короткої акушерської практики у Відні, він став асистентом на кафедрі гінекології та акушерства в Кракові, а через кілька років він також відкрив приватну медичну практику. Отримав визнання як гінеколог, фахівець акушер-гінеколог, а також викладач. У 1890 році отримав звання професора. Двічі (1898—1899 і 1904—1905 р.р.) він був деканом медичного факультету Ягеллонського університету.
До його досягнень входить ряд медичних і популяризуючих видань, у тому числі Акушерська освіта для акушерки (1872) або Навчальний посібник акушерки для використання студентами та лікарями. Кафедра I, 
Фізіологія та дієтологія вагітності, пологів та післяпологового періоду (1881).
Він був опонентом рівності жінок у доступі до медичної професії. У 1897 році він проголосував проти прийняття жінок на медичний факультет.
Генрик Йордан став брати участь у діяльності багатьох інститутів, пов'язаних з медициною, в тому числі він керував Краківським гінекологічним товариством і Краківським медичним товариством, створив Товариство охорони здоров'я та Товариство самодопомоги лікарів. Він заснував і редагував журнал «Гігієнічний огляд». Завдяки діяльності Йорданії в школах були введені обов'язкові уроки гімнастики (пізніше — фізичне виховання або фізичне виховання) та медична допомога, а також курси для викладачів фізичного виховання в Ягеллонському університеті. Був кореспондентом товариства Польського національного музею в Рапперсвілі з 1890 року. У 1906 році став членом Вищої санітарної ради у Відні.

## Робота в соціальній сфері
Генрик Йордан був великим соціальним працівником з багатьма інтересами. Окрім ряду заходів у галузі медицини, він також виконував інші важливі соціальні функції. У 1881—1907 роках він був радником міста Кракова. З 1895 по 1901 роки був депутатом від Краківського району до Галицького національного союзу. У 1902—1907 роках він брав участь у роботі Національної шкільної ради. У всіх цих установах він також здійснював широкі заходи по поширенню гігієни, тощо.
Він також був президентом Товариства викладачів вищих шкіл, музичного товариства в Кракові. Він брав активну участь у багатьох інших установах, зокрема, допомагаючи бідній молоді. Він також брав участь у роботі Товариства гімнастики «Sokół», залучившись до створення кіл Sokół у Малопольському воєводстві та в Цешинській Сілезії. Він був серед інших співзасновник і почесний член гімнастичного товариства «Sokół» в Цешині, заснованого у 1891 році, якому він передав інструменти для гімнастичних вправ.
Він ініціював створення Товариства з будівництва недорогого житла для католицьких робітників. Протягом багатьох років був президентом музичного відділу Товариства «Гармонія» до 1899 року.
У 1889 році він організував хор ремісничої молоді, припускаючи, що під час рабства найкращою підтримкою національного духу стане патріотична та релігійна пісня. Перші офіційні виступи хору Драго Джордона відбулися вже в 1889 році. Вони відбувалися в церкві піарів. Окрім виступів у церквах, хор був запрошений до академії та патріотичних вечорів. Після кількох років діяльності ансамбль співаків складався з 40 членів — молодих людей з ремісничих кіл.

## Діяльність і девіз
Усі лекції, що поліпшують психомоторний розвиток для певних вікових груп, повинні проводилися лікарями.

Він ставив собі за мету: дарувати здоров'я і радість через ігри на сонці і в повітрі. Він стверджував, що: 
|  | Ніхто не може бути серйозним і постійно працювати. Втомлене тіло вимагає спокою, втомлений розум вимагає спокою, а душа бажає бадьорості, цього настрою, що робить життя приємним для нас |

## Публікації
Автор ряду медичних і популяризаторську публікацій, підручників, у тому числі:
- «Nauka położnictwa dla użytku położnych [Архівовано 29 січня 2019 у Wayback Machine.]», 1872
- «Nauka położnictwa dla użytku uczniów i lekarzy. Dział I, Fizjologia i dietetyka ciąży, porodu i połogu» [Архівовано 29 січня 2019 у Wayback Machine.] , 1881 рік[2].
- «Jakiem postępowaniem można gorączce połogowej zapobiedz?», 1884
- Praktyczne wskazówki dla kobiet, Kraków, 1884
- Przewodnik hygieniczny, Kraków, 1890 (wspólnie z Bolesławem Lutostańskim)
- O zabawach młodzieży, Kraków, 1891
- W sprawie wyższych kursów dla kobiet przy muzeum techniczno-przemysłowem w Krakowie, Kraków, 1892
- Z naszych problemów socyalnych, Kraków, 1893
- Miejski park w Krakowie, Kraków, 1894
- Towarzystwo tanich mieszkań dla robotników katolików w Krakowie, Kraków, 1898
- Cięcie cesarskie droga pochwy z następowem natychmiastowem wycięciem macicy z powodu raka części pochwowej, obok ciąży X. miesięcznej, Kraków, 1899
- O szpitalnictwie krajowem, Kraków, 1907
- Nauka o położnictwie dla użytku uczniów i lekarzy, Kraków, 1908

## Пам'ять
- 20 травня 1907 року він був похований у сімейній гробниці на кладовищі Раковічки в Кракові.
- У 1908 р. нагороджений медаллю Яна Рашка в пам'ять за заслуги.
- У 1914 році, після смерті Йордану, в парку був встановлений пам'ятник Йордану. Автором пам'ятника був Ян Щепковський. Пам'ятник займав центральне місце на круговій площі, посеред квітника, оточеного бюстами знаменитих поляків. Над масовим п'єдесталом з підставою у вигляді напівкруглих вперед кроків було покладено надприродне бюст Йорданії. На передній стінці чотиригранного п'єдесталу є напис: «Генрі Джордан, вдячний своїм співвітчизникам» і дату народження і смерті лікаря. Проте, на задній стіні п'єдесталу були поставлені такі слова: «Для сили і здоров'я молодих людей, я хотів би піклуватися про свою власність і труднощі, майбутні покоління нації будуть благословляти вас». Нижче наведено дату MCMXIV і латинське речення: «Fortes Creantur Fortibus et Bonis». Весь пам'ятник був оточений широким, плоским кам'яним бордюром. У 1957 році пошта Польщі випустила серію поштових марок «Лікарі», на одній з марок якої портрет Генріка Йордана.
- У 1974 році Товариство друзів дітей заснувало медаль Росії Доктора Генріка Йордана, якою нагороджують за систематичну роботу у сфері відпочинку та спортивних дітей та молоді.
- У 1978 році Філіп Байон зняв фільм «Зелена Земля» на основі біографії Генріка Йордана, в головній ролі Яна Піетржака.
- У Кракові ім'ям Генріка Йордана названий заснований ним парк, який внесений до реєстру охоронюваних пам'яток Малопольського воєводства.
- Ім'я Генріка Йордана носять спеціально обладнані місця (Йорданський сад) в польських населених пунктах, призначені для ігрових, виховних та освітніх дитячих, підліткових і шкільних програм.
- Польське Товариство друзів дітей нагороджував до 2005 року педагогів та осіб, які зробили значний внесок у польську педагогіку медаллю імені Генрика Йордана (нагороджено близько 5 тисяч осіб).

## Парк Йордана
Найбільшою і найважливішою роботою Йордана була фундація першого в Європі громадського парку в Кракові, що був закладений в безпосередній близькості від Блонь у 1889 році. Парк запроектований за зразком англійських ландшафтних садів: нерегулярна мережа стежок, клумби, великі газони, водойма.
Парк був створений на майданчиках після промислової виставки. Є дуже популярним місцем прогулянок і відпочинку, де на його території є різноманітне спортивне спорядження: басейн, 12 майданчиків — кожен з різним призначенням, доріжки здоров'я та багато іншого. В йорданському саду можна займатися спортом і гімнастикою.
У парку також були класні кімнати для поганої погоди, душові кабіни, роздягальні, журнали, а з 1906 року майстерні для ручної роботи.
Йордан безпосередньо брав участь у діяльності Парку, організовуючи та здійснюючи в ньому діяльність. За його ініціативою було створено 44 пам'ятники видатних поляків, які сприяли патріотичному вихованню дітей і молоді.

## Йорданські сади
Йорданський сад — спеціалізована зелена територія, створена переважно в містах, призначена для дітей і підлітків. Концепція садів Йордана отримала велике визнання не тільки в Польщі. Йорданські сади — були відкриті в інших галицьких містах, а незабаром також у Варшаві, Плоцьку, Каліші, Любліні та Катовицях. У 1929 році було створено Йорданське товариство садів, яке сприяло і підтримувало створення рекреаційних і спортивних споруд для дітей.